# Mary Starke Harper
Mary Starke Harper (* 6. September 1919 in Fort Mitchell, Alabama; † 27. Juli 2006 in Columbus, Georgia) war eine afroamerikanische Registered Nurse (Krankenschwester), die sowohl in der praktischen Pflege als auch in der Pflegeforschung und der Gesundheitspolitik tätig war. Sie arbeitete viele Jahre für das Kriegsveteranenministerium der Vereinigten Staaten und führte klinische Forschungen zur gerontopsychiatisch betroffenen Bevölkerung und der Gesundheit von Minderheiten durch. Im Jahr 1972 entwickelte Harper das Stipendienprogramm für Minderheiten am National Institute of Mental Health (NIMH). Sie diente in vier präsidialen Beraterstäben zu den Themen psychische Gesundheit und Gesundheitsreform. Für ihre Tätigkeit wurde Harper vielfach ausgezeichnet und publizierte mehr als 180 Veröffentlichungen.

## Kindheit und Jugend
Mary Starke Harper wurde am 6. September 1919 in Fort Mitchell (Alabama)  als ältestes von sieben Kindern geboren. Die Familie zog später nach Phenix City. Als Kind hatte Harper Freude am Lesen und lernen, außerdem züchtete sie Mäuse um sie an Labore und Krankenhäuser zu verkaufen. Obwohl ihre Eltern wollten, dass Harper sich als Hausfrau niederlassen sollte, entschied sie sich zu einem Studium der Betriebswirtschaft am afroamerikanische Tuskegee Institute. Ihr Vater starb noch während Harper im College war, daraufhin wechselte sie ihr Studienfach und begann ein Pflegestudium. Sie wurde danach die Privatpflegerin von George Washington Carver, ehe er 1943 starb.

## Ausbildung
Harper besuchte das Tuskegee Institute und bekam 1941 ihr Pflegediplom. Sie besuchte in den späten 1940er Jahren noch verschiedene Bachelor-Programme. Die University of Alabama wies Harpers Bewerbung aufgrund ihrer Hautfarbe zurück, also beschloss sie stattdessen die University of Minnesota zu besuchen. Zu diesem Zeitpunkt hatte dort noch keine schwarze Frau von einem ihrer Programme graduiert. 1950 schloss Harper ihr Studium dort mit einem Bachelor in Bildung ab, 1952 folgte ihr Master in Pflegebildung und pädagogischer Psychologie. 1963 erhielt sie an der St. Louis University ihren Doktortitel in medizinischer Soziologie und klinischer Psychologie.

## Tuskegee Syphilis Studie
Als Harper 19 Jahre alt war und am Tuskegee Institute Pflege studierte, meldete sie sich freiwillig als Mitarbeiterin bei der Tuskegee Study of Untreated Syphilis in the Negro Male (dt. Tuskegee Studie zu unbehandelter Syphilis bei männlichen Afroamerikanern). Als junge Pflegestudentin kannte sie weder den Umfang der Studie, noch wusste sie, dass viele ihrer Patienten keine Behandlung erhielten. 2003, etwa 60 Jahre später, erinnerte sich Harper:  „Ich war sehr wütend, dass sie mich, eine schwarze Person, dazu gebracht haben, schwarzen Männern etwas Schlimmes anzutun.“ Harper sagte auch, dass die Studie ihr Interesse an der Behandlung von Minderheiten geweckt hatte. Diese Erfahrung brachte sie dazu, sich für die Gesundheitsfürsorge von Minderheiten sowohl für geriatrische wie auch psychiatrische Patienten einzusetzen. Später übernahm sie eine Rolle als Lehrerin und unterrichtete Patienten aus Minderheiten über die informierte Einwilligungserklärung und die Bedeutung, Fragen über eine Studie zu stellen, ehe man seine Einwilligung zur Teilnahme gibt.

## Arbeit in den Veterans Administration Hospitals
Nach Erhalt ihrer Pflegezulassung, begann Registered Nurse für das Tuskegee Veterans Administration Hospital zu arbeiten. Insgesamt arbeitete Harper über 30 Jahre für das Kriegsveteranenministerium der Vereinigten Staaten. Alle paar Jahre zog sie um und arbeitete an einem neuen Krankenhaus unter der Leitung des Ministeriums. Insgesamt zog Harper neun Mal um. Harper wurde 1952 die Leiterin der Pflege in Tuskegee. Während dieser Zeit als praktische Pflegekraft arbeitete sie mit Patienten mit chronischen, schwächenden geistigen Erkrankungen. Harper entwickelte Initiativen um die Familienmitglieder in die Pflege einzubeziehen und eine Normalisierung des Patientenaufenthaltes, durch das Tragen von Straßenkleidung, Anpassung der Ernährung und ein verändertes Medikamentenregime, zu erreichen. Später arbeitete Harper an Veteranenkrankenhäusern in Michigan, New York, Ohio und Missouri, dort führte sie klinische Studien durch und bildete das medizinische Personal über Verbesserungen am Behandlungsprogramm fort.

## Familienleben
1943 heiratete Mary Starke Harper als 24-Jährige Willie F. Harper. Sie bekamen 1944 eine Tochter, Billye Louise Harper. Wenn Harper wegen ihrer Arbeit umzog, priorisierte sie stets ihre Familie und zog nur um, wenn ihr Mann eine gleichartige Arbeitsstelle am neuen Wohnort fand und der Zeitpunkt des Umzuges mit dem Ende des Schuljahres ihrer Tochter zusammen fiel. Ihr Mann starb 1963, ihre Tochter starb 1969 mit 25 Jahren. Später starb Harpers Schwester und sie zog von 1972 bis 1998 nach Washington, D.C. um die Kinder ihrer Schwester und ihre gebrechliche Mutter zu versorgen.

## Gerontopsychiatrische Forschung und Errungenschaften
Harper begann ihre Karriere in der klinischen Forschung mit Erkenntnissen über die learning about the ältere Bevölkerung. Sie war Mitglied in einer Reihe professioneller Organisationen, darunter die American Psychological Association und der Society of Clinical Geropsychology. 1982 nahm Harper am Weltkongress für das Altern in Wien teil und präsentierte dort ihre Forschung im Bereich der Langzeitpflege älterer Menschen. Harper stellte fest, dass ältere Patienten häufig nicht diagnostizierte psychische Störungen hatten. Für diese Patienten gab es ein Risiko in der institutionellen Altenpflege nicht angemessen versorgt zu werden. Harper stellte außerdem fest, dass für diese Bevölkerungsgruppe Übermedikation und Arzneimittelwechselwirkungen bedeutende Probleme darstellen. Im Jahre 2003 verlegte sie ihre Forschung auf den Bereich der Überlastung der pflegenden Angehörigen Obwohl diese Gruppe rund 90 Prozent der Langzeitpflege für die ältere Bevölkerung leistet, erkannte Harper,  dass es kein organisiertes System gibt, um diese Familien zu unterstützen.
Als eine Afroamerikanerin war Harper eine Pionierin auf dem Gebiet der Forschung zum Ungleichgewicht in der gesundheitlichen Versorgung innerhalb ethischer Minderheiten und deckte das Versagen des Gesundheitssystems in diesem Bereich auf. Tuskegee University richtete einen Lehrstuhl für die gerontopsychiatrische Pflege in Harpers Namen ein. Außerdem wurde das Mary Starke Harper Geriatric Psychiatric Center in Tuscaloosa (Alabama) nach ihr benannt. Dort standen 126 Betten für gerontopsychiatrische Patienten zur Verfügung.

## National Institute of Mental Health Minority Fellowship Program
Nachdem Harper ihre Tätigkeit als praktische Krankenschwester beendet hatte, wechselte sie 1972 an das National Institute of Mental Health (NIMH) in 1972. Im Verlauf der folgenden Jahre erreichte sie eine leitende Position. Gemeinsam mit dem NIMH etablierte Harper im ganzen Land Forschungs- und Entwicklungszentren, die sich der Verbesserung in der Erforschung der geistigen Gesundheit widmeten. 1972 richtete sie das National Institute of Mental Health Minority Fellowship Program. Harper sagte, der wichtigste Grund zur Einrichtung des Stipendienprogrammes war ihre Beteiligung an der Tuskegee Syphilis Studie. Seit seiner Einrichtung unterstützte das Programm über 12.000 Ärzte, Wissenschaftler, Pflegekräfte, Psychologen, Sozialarbeiter und andere Mitglieder der Gesundheitsberufe.

## Gesundheitspolitische Beteiligung
Harper arbeitete 28 Jahre lang für das US Department of Health and Human Services. Mit ihrem Wissen über geistige Gesundheit und Altern, diente sie als Beraterin in allen Bundesstaaten, den meisten der U.S. Territorien und 21 Ländern. Sie arbeitete ebenfalls im Beraterstab des Weißen Hauses während vier verschiedener Regierungen: Clinton, Reagan, Bush und Carter. Bei diesen Aufgaben arbeitete sie unter anderen mit dem National Institute of Health (NIH), der National Mental Health Association, dem Medikamentenhersteller Johnson & Johnson und dem Rosalynn Carter Institute for Caregiving. Während der Carter-Regierung war Harper von 1979 bis 1981 die Leiterin des  Office of Policy Development and Research (dt. Büro für Politikentwicklung und Forschung) für die White House Conference on Aging (dt. beratende Versammlung zum Thema Alter). Zu dieser Zeit, war Harper die erste Frau, die diesen Posten innehatte. Sie diente weiter als Leiterin während der Bush- und Reagan-Administrationen. Als Clinton ins Amt kam, war Harper entscheidend für die Entwicklung der Clinton Mental Health and Public Sector Task Force for Health Care Reform (dt. Einsatzgruppe geistige Gesundheit und öffentlicher Sektor für die Gesundheitsreform). 1995 diente Harper als Beraterin für die White House Conference on Aging.

## Forschung
Harpers Forschung konzentrierte sich auf die gerontopsychiatrische Pflege. Sie untersuchte She studied Depression, Delirium, Alzheimer, Suizid und Überdosierungen bei älteren Menschen. Harper stellte fest, dass ältere Patienten häufig zu viele Medikamente erhielten und dadurch sowohl gesundheitlich, wie auch sozial eingeschränkt wurden. Ebenso untersuchte sie die ältere Bevölkerung, die alleine lebte und wie chronische Krankheiten ihren Lebensstil beeinflussten. Innerhalb ihrer psychiatrischen Forschungen, konzentrierte sich Harper auf geistige Gesundheit, Medikamentenmissbrauch, Schizophrenie und die Gesundheitsversorgung in Gefängnissen. Zusätzlich untersuchte sie die Rückfälligkeitsrate in diesen Bevölkerungsgruppen. Harper erkannte, dass Mehrfacheinweisungen von Patienten durch Fehler im Gesundheitssystem und in den Behandlungsplänen verursacht wurden. Ein Meilenstein ihrer Forschung war die Einbeziehung der Familienmitglieder in die Behandlung. Sie studierte außerdem Minderheiten im Gesundheitssystem und ethische Fragen, die sich aufgrund der Ungleichheiten in der Bevölkerung für Minderheiten ergaben.

## Publikationen
Harper schrieb mehr als 180 Artikel und fünf Bücher zu ihren Forschungen. Der größte Teil davon erschien zwischen 1972 und 1988. Ihre Unterlagen werden im Barbara Bates Center for the Study of the History of Nursing der University of Pennsylvania aufbewahrt.

## Auszeichnungen und Ehrungen
Harper erhielt eine Reihe von Auszeichnungen während ihrer Karriere. Das Tuskegee Institute zeichnete Harper als Best All Around Nurse, wissenschaftlich und klinisch, aus. 1963 erhielt sie den Federal Nursing Service Award von der Vereinigung der Chirurgen des Militärs. Veterans Affairs übergab Harper zweimal die Surgeon General's Medal of Honor für ihren Einsatz für die Patienten. 1966 wurde Harper in die Chi Eta Phi Sorority eingeführt und für ihre herausragenden Leistungen ausgezeichnet. Das Tuskegee Institute wählte Harper 1970 für den Verdienstorden der Universität aus. 2001 erhielt Harper den Living Legacy Award in Aging von der American Academy of Nursing. Außerdem erhielt sie den Mary Mahoney Award für ihren Einsatz zur Gleichstellung von Minderheiten.

## Lebensende
Harper lebte bis 1998 in Washington D.C., ehe sie nach Columbus (Ohio) zurückkehrte. Sie starb mit 86 Jahren im Juli 2006 an Krebs.